# Philip McKeon
Philip Anthony McKeon (Westbury, New York, 1964. november 11. – Wimberley, Texas, 2019. december 10.) amerikai gyerekszínész, színész, filmproducer.

## Filmjei
Színészként
- Alice (1976–1985, tv-sorozat, 108 epizódban)
- CHiPs (1979, tv-sorozat, egy epizódban)
- Leadfoot (1982, tv-film)
- Fantasy Island (1984, tv-sorozat, egy epizódban)
- Szerelemhajó (The Love Boat) (1984, tv-sorozat, egy epizódban)
- Amazing Stories (1986, tv-sorozat, egy epizódban)
- Return to Horror High (1987)
- Amerika kedvenc fia (Favorite Son) (1988, tv-film)
- Red Surf (1989)
- 976-Evil II (1991)
- Sandman (1993)

Producerként
- Bárhol ér a reggel (Where the Day Takes You) (1992, co-producer)
- Mystery Model (1994, producer)
- Az őrület fészke (Murder in the First) (1995, associate producer)
- A fiók (The Jacket) (2005, co-producer)